# Malmfrid av Kiev
Malmfrid Mstislavsdotter, född omkring 1105, död efter 1137, var Norges drottning från omkring 1118 till 1130 och Danmarks drottning från 1134 till 1137. Malmfrid var dotter till storfurst Mstislav I av Kiev och Kristina Ingesdotter. Hon blev genom äktenskapet med Sigurd Jorsalafarare drottning av Norge. Efter Sigurds död gifte hon sig med Erik Emune och blev drottning av Danmark.

## Biografi
Malmfrid omnämns av Snorre Sturlasson som Malmfred Haraldsdotter, dotter till Harald Valdemarsson öster om Holmgård; Harald är emellertid det nordiska namnet på storfurst Mstislav. Malmfrid hade många syskon och hennes syster Ingeborg gifte sig med Knut Lavard, son till den danske kungen Erik Ejegod.
Någon gång mellan 1116 och 1120 gifte sig Malmfrid med Sigurd Jorsalafarare. Tillsammans fick de dottern Kristin Sigurdsdotter som senare gifte sig med jarlen Erling Skakke.
När Sigurd avled 1130 och hans son utomäktenskapliga son Magnus Sigurdsson tog makten i Norge gav sig änkedrottningen Malmfrid av till Danmark och gifte sig där med sin svåger Knut Lavards halvbror Erik Emune. När Eriks far Nils stupade i slaget vid Foteviken 1134 utropade sig Erik till kung av Danmark och Malmfrid blev då drottning. Malmfrid och Erik fick inga barn, men hon medverkade till att det blev giftermål mellan kung Magnus Sigurdsson och systerdottern Kristin Knutsdotter. 1133 flydde Malmfrid och Erik från Danmark och sökte skydd hos Magnus i Norge. Drottning Kristin avslöjade emellertid att Magnus hade planer på att förråda dem, och de bytte därefter till Harald Gilles sida i konflikten om den norska kronan. På grund av detta skilde sig Magnus sedan från Kristin.
När Erik Emune dräptes på tinget 1137 var Malmfrid fortfarande vid liv, men därefter finns inget känt om henne.